# سمت تاریک کلمات
سمت تاریک کلمات دومین مجموعه داستان حسین سناپور است که در سال ۱۳۸۴ چاپ شده‌است. این مجموعه از ۸ داستان کوتاه تشکیل شده‌است. «رابطه انسان شهری معاصر با دیگران و محیط پیرامون» عنصر اصلی داستان‌های این مجموعه است.

## داستان‌ها
- خواب مژه‌هات
- خیابان‌های نیمه‌شب
- کابوس بیداری
- با تو حرف می‌زنم، با تو
- دلم سنگین، زبان‌ام تلخ
- بگذار همین‌طور ادامه پیدا کنه
- برکهٔ من
- خانه باید خانه باشد

## جوایز
- جایزه بهترین مجموعه داستان کوتاه در ششمین دوره جایزهٔ هوشنگ گلشیری